# جيش الظل: المتعاونون الفلسطينيون مع الصهيونية 1917- 1948 (كتاب)
جيش الظلال: التعاون الفلسطيني مع الصهيونية 1917-1948 هو كتاب نشره هليل كوهين عام 2004 حول بيع الأراضي وومظاهر التعاون الأخرى بين العرب واليهود في فلسطين قبل قيام دولة إسرائيل.

## نظرة عامة
في هذا الكتاب، يوثق هليل كوهين، الباحث في معهد هاري ترومان للنهوض بالسلام في الجامعة العبرية في القدس، الآلاف من العرب بدءاً من ملاك الأراضي المتغيبين الأثرياء إلى أصحاب الحيازات الصغيرة الذين قاموا ببيع الأراضي إلى المنظمات الصهيونية، ويوضح أن الجميع فهم أن السيطرة على الأرض كان شرطًا مسبقًا ضروريا لتحقيق الأهداف القومية، اليهودية والعربية على حد سواء. يشرح كوهين الدوافع المتنوعة للبائعين: أراد بعضهم المال، أو قام بعضهم ببيع الأراضي أو كانوا بمثابة عملاء استخباراتيين للصهاينة حتى أثناء إدانتهم العلنية لبيع الأرض، بالإضافة إلى دوافع غير مالية. اعتقد بعض هؤلاء أن التعاون مع الصهاينة من شأنه تحسين حياة قبائلهم وقراهم، واعتقد آخرون أنه كان من المستحيل هزيمة الصهاينة، وبالتالي كان من الحكمة التعاون معهم، وكان الآخرون من القوميين الملتزمين الذين يعتقدون أن البقاء على الأرض أمر بالغ الأهمية، وأن العمل والتعاون مع الصهاينة هو الاستراتيجية التي ستمكنهم من ذلك، كما دُفع آخرين للتعاون مع الصهاينة أو مع البريطانيين بدافع الكراهية الشديدة للحاج أمين الحسيني.
يرى كوهين أن عرب فلسطين الانتدابية كانوا منقسمين بين موقفين، هناك من اتفق مع آل الحسيني على أن فلسطين كلها يجب أن تبقى عربية ويجب محاربة الصهاينة، وكان هناك من جادل بكون الصهاينة أقوياء بحيث لا يمكن هزيمتهم، وبالتالي فإن طريق الحكمة يكمن في نوع من التعايش. وفقا لكوهين، حاولت آل الحسيني التخلص من المعارضة ابتداء من العشرينات، وفي عام 1929 قُتل الشيخ موسى هديب بالقرب من بوابة يافا في القدس. في ثورة البراق عام 1929، نشر الحسينيون أن اليهود يعتزمون هدم المسجد الأقصى وقبة الصخرة في الحرم القدسي الشريف، ووفقًا له على مدار العقد التالي، قتل الحسينيون 1000 عربي، 500 منهم في عام 1938 وحده. في عام 1939، كان الحسينيون يدفعون 100 جنيهًا فلسطينيًا للذين قتلوا «خونة مهمين»، و 25 جنيهًا «للخونة الصغار»، و 10 جنيهًا بمن يقتل يهوديًا.
دفعت أساليب الحسينيين بالعديد من العرب إلى جانب الصهاينة وحتى القتال معهم، ربما يكون الادعاء الأكثر صدمة في هذا الكتاب هو أن آل الحسيني غالباً ما كانوا يضعون موقفهم الخاص في السياسة الفلسطينية فوق مصالح الأمة الفلسطينية نفسها وخاصة في عام 1939، وكانت النتيجة رفضهم الكتاب الأبيض البريطاني عام 1939، متخليين عن الوعد بوطن قومي في إعلان بلفور، ووعد فعليًا بحكم أغلبية العرب الفلسطينيين واستقلالهم خلال عقد من الزمان. وفقًا لكوهين، رفض الحسينيون العرض لأن بريطانيا لم تضمن موقعهم كحاكم للدولة العربية الفلسطينية المقترح إنشائها.

## إشادة نقدية
وصف نيف جوردون في مقال لذا نيشن جيش الظل بأنه «رائد» في فضح «الجانب الشرير بشكل خاص من الصراع الإسرائيلي الفلسطيني»، وهو التلاعب بالمتعاونين العرب المأجورين من قبل المنظمات الصهيونية. عندما صدر الكتاب، يقول أنه أثار ضجة بين المثقفين اليهود والعرب، حيث وجد الجانبان أن الأدلة التي قدمها كوهين غير مستساغة.
علق بيني موريس على وجهة نظر كوهين حول الدور المتكامل للإسلام في الهوية الوطنية الفلسطينية: "من البداية، كانت القومية العربية في فلسطين متدينة بشكل صارخ. تقريبًا كُتبت جميع التصريحات "القومية" التي وضعها كوهين في عبارات دينية أو شبه دينية. نحن هنا نتعامل مع القومية الإسلامية."، وكتب في ذا نيو ريببلك: "وجهة نظره - وهذه واحدة من نقاط قوة كتابه - ليست مؤيدة أو معارضة لأيًا من الطرفين. يجادل كوهين - مع تاليران، بملاحظته الشهيرة أن "الخيانة مسألة تواريخ" - أن "الخيانة هي في النهاية بنية اجتماعية، تختلف تعريفاتها باختلاف الظروف."، وكذلك "التعاون" في "عين المتأمل". لذا يترك كوهين "الحكم الأخلاقي والسياسي لقرائه ".
الجانب الأكثر بروزًا في الكتاب وفقًا لستيفن شوارتز في ذا ويكلي ستاندرد، هو فكرة أن بعض العرب الفلسطينيين رفضوا حمل السلاح ضد إسرائيل عام 1948 بدافع الكراهية لآل الحسيني، ووفقًا لكوهين، لم يكن العرب الفلسطينيون مستعجلين للانضمام إلى المعركة: «فقط أقلية من العرب شاركوا في أنشطة هجومية، وكان عدم الاستعداد للقتال مدعومًا بشكل متكرر من خلال الاتفاقات المبرمة مع اليهود في المستوطنات القريبة».